# Protaleuron
Protaleuron este un gen de molii din familia Sphingidae. 

## Specii
- Protaleuron herbini Haxaire, 2001
- Protaleuron rhodogaster Rothschild & Jordan 1903